# Plecotus gaisleri
Plecotus gaisleri (Benda & Kiefer & Hanák & Veith, 2004) è un pipistrello della famiglia dei Vespertilionidi diffuso in Africa settentrionale.

## Descrizione

### Dimensioni
Pipistrello di piccole dimensioni, con la lunghezza della testa e del corpo tra 45 e 55 mm, la lunghezza dell'avambraccio tra 37 e 42 mm, la lunghezza della coda tra 44 e 52 mm, la lunghezza del piede tra 8 e 9 mm, la lunghezza delle orecchie tra 33 e 40 mm e un peso fino a 10 g.

### Aspetto
La pelliccia è lunga, densa, soffice e leggermente lanosa. Le parti dorsali sono bruno-grigiastre con la base dei peli bruno-rossastra scura e la parte centrale più chiara, mentre le parti ventrali sono bruno-giallastre chiare o bruno-grigiastre chiare con la base dei peli più scura. Il muso è conico, stretto e con delle grosse masse ghiandolari sopra ogni occhio. Le orecchie sono enormi, ovali, marroni scure o bruno-grigiastre scure, unite sulla fronte da una sottile membrana cutanea. Il trago è opaco, lungo circa la metà del padiglione auricolare, affusolato e con l'estremità smussata. Le membrane alari sono marroni scure o bruno-grigiastre scure con le ossa alari ancora più scure. La coda è lunga ed inclusa completamente nell'ampio uropatagio.

## Biologia

### Comportamento
Si rifugia solitariamente o in piccoli gruppi di entrambi i sessi fino a 10 individui nelle fessure rocciose, grotte, in zone buie di minareti, monumenti antichi, rovine, caverne e vecchie case. In inverno preferisce edifici, grotte, miniere, pozzi e cavità degli alberi. In estate i sessi si separano, le femmine formano piccoli vivai di 10-30 adulti. L'attività predatoria inizia prima del tramonto in autunno, di notte nelle altre stagioni. Entra in uno stato di torpore diurno nelle giornate più fredde.

### Alimentazione
Si nutre di insetti, particolarmente grossi lepidotteri e occasionalmente coleotteri, ditteri e tricotteri, catturati su prati, tra le rocce e sopra specchi d'acqua.

### Riproduzione
Danno alla luce un piccolo alla volta l'anno, dalla fine di aprile alla metà di giugno.

## Distribuzione e habitat
Questa specie è diffusa nell'Africa nord-occidentale, dal Marocco, Algeria settentrionale e Tunisia fino alla Libia nord-occidentale e la Cirenaica.
Vive nelle steppe, aree agricole e zone montane fino a 2.630 metri di altitudine.

## Conservazione
Questa specie è considerata dalla IUCN come sinonimo di Plecotus kolombatovici.